# طیبه (روستا)
طیبه (در عربی: الطیبة) روستایست کوهستانی از توابع امارت فجیره از امارات هفتگانه کشور امارات متحده عربی که در شمال شرقی این کشور واقع شده‌است. این روستا در فاصلهٔ ۱۵ کیلومتری روستای مسافی در داخل کوه و در کنار جادهٔ ارتباطی دبا به ذَید قرار دارد. روستای مذکور در وسط رشته کوه‌های سر بفلک کشیدهٔ کوه حجر و در بطن وادی (دره) طیبة قرار دارد. راه این روستا از شهر ذَید می‌گذرد، و پس از عبور از بازار جمعه و از سربالایی تپهٔ وادی مسافی به مسافت ۱۶ کیلومتر به سمت مشرق وارد روستا می‌شود. خانه‌های روستا در دو طرف وادی و روی تپه‌ای قرار دارند که منظره‌ای جالبی به خود داده‌اند. در پایهٔ کوه مملوه از درختان کوهستانی مانند: سلم، سمر، کُنار، کُور، کِرت است که برزیبایی این روستای کوهستانی افزوده‌است.
روستای طیبه جایی است بسیار سرسبز و زیبا مخصوصاً در فصل زمستان و بهار، از چشم‌اندازی بسیار زیبا و شاعرانه برخوردار است.

## جمعیت
جمعیت روستا در حدود ۵۰۰ نفر (۵۵ خانوار) است که از اهل سنت و مالکی مذهب هستند، یعنی از پیروان امام مالک بن انس هستند. بیشتر مردم روستا کشاورز هستند.

## باغ‌های مرکبات
به علت وجود آب شیرین درختان مرکبات و میوه‌های گوناگون، و باغ‌های میوه‌های مختلف مانند: سیب، هلو، انار، پرتقال، نارنگی، لیمو ترش، لیمو شیرین، نارنج، بالنگ، نخل وسبزیجات، وسیفی جات کاشته می‌شود. ساکنان این منطقهٔ کوهستانی در کنار کشاورزی از کوه‌های اطراف روستاهای خود عسل نیز جمع‌آوری می‌کنند و می‌فروشند، عسل این مناطق طعم مخصوصی دارد و گران قسمت است.

## قصیده‌ای در وصف طیبه
یکی از شاعران محلی در وصف آب وهوای وزیبائی روستای الطیبة می‌سراید:
| یاندیم الروح «الطیبة» غلاک  |  | لاتعاتبنی تخلینی وحید        |
| أنتی فی الودیان عالی مستواک |  | یوم أشوفک کلها الأیام عید    |
| الجمال اللی خَـلقَ ربی عطاک   |  | مثل ریمٍ فی الخلایا اللی معید |
| فی غفاة النوم لویانی نداک   |  | تنجلی لهموم وأطرب للقصید     |